# Beija-Flor (radialista)
José Gil Avilé, conhecido pelo pseudônimo de Beija Flor, (São Paulo, 1930 - 16 de maio de 1980) foi um repórter policial do rádio e televisão paulistas. Franzino, pequeno e ágil no andar e informar, ganhou o apelido pela semelhança com aquele pássaro. Beija-Flor atuou nas rádios Bandeirantes e Tupi, entre outras. Também foi repórter da TV Tupi. Curiosamente, à época, os mais famosos repórteres de mídia eletrônica tinham "nomes" de passarinho: Beija-Flor e Tico-Tico (José Carlos de Moraes).
Avilé começou a carreira em 1952, na filial do jornal Última Hora em São Paulo, e seguiu depois para o jornal A Hora. Em 1963, começou a destacar-se na Rádio Bandeirantes, onde ficou mais de 15 anos, até se transferir para a Tupi, em 1978, participando de toda a programação com os informes das ocorrências policiais na capital paulista.
Nos seus noticiários diários - sempre iniciados com o bordão "Beija Flor, alô, gente, polícia chamando" - criou expressões como safardelo, encardido, picareta, ver o sol nascer quadrado, comer capim pela raiz, tomar café de canequinha, casa amarela (prisão), e preto no branco, entre outras, hoje de uso geral. Tal era o interesse de Beija Flor pelas gírias que estava escrevendo um dicionário para reunir essas expressões populares, livro que não chegou a concluir. O uso das gírias e o ritmo rápido da leitura das notícias conquistou muitos ouvintes, mas também criava polêmica, gerando a acusação de aplaudir a violência da polícia
Morreu no auge de sua carreira, aos 50 anos de idade, internado no Hospital Unicor, em São Paulo, uma semana depois de sofrer um ataque cardíaco causado por complicações de um enfisema pulmonar. 